# Stegania cognataria
Stegania cognataria là một loài bướm đêm trong họ Geometridae.